# K-South
I K-South sono un duo musicale hip hop keniota originario di Nairobi e attivo dal 1995 al 2005. Il duo era composto da Tim Kimani, noto come Bamboo, e Jerry Manzekele, noto come Doobeez. Il nome del gruppo è un'abbreviazione di "Kariobangi South", il nome dello slum del quale i Bamboo e Doobeez sono originari. Il gruppo ha inciso sia brani in inglese che in swahili.
Hanno inciso due album: Nairobbery (Samawati Studios, 2002) e Nairobizm (2004). Fra i loro brani più celebri si possono citare Tabia Mbaya, Illektrikk Posse (con la partecipazione del rapper zimbabwese Mizchif e degli ugandesi Bebe Cool) e Kapuka.
Il gruppo si è sciolto nel 2005. Bamboo ha iniziato una nuova carriera solista nel genere gospel/rap; Doobeez ha cambiato il proprio nome d'arte in Abas e ha inciso nel 2006 l'album Angabanga.
| Controllo di autorità | VIAF (EN) 289299901 |